# Mimośrodowość rdzenia
Mimośrodowość rdzenia – wada drewna z grupy wad budowy polegająca na odchyleniu rdzenia od środka przekroju poprzecznego. Rdzeń mimośrodowy występuje często łącznie ze spłaszczeniem i twardzicą. 
Nadmierne odchylenie rdzenia od osi pnia zmniejsza wydatnie wartość użytkową sortymentów, zwiększa skłonność do pękania i paczenia się z powodu nieregularnej budowy drewna.
Ocena mimośrodowości rdzenia polega na zmierzeniu odległości między rdzeniem a środkiem czoła w centymetrach, uzyskaną wartość można odnieść do średnicy czoła.

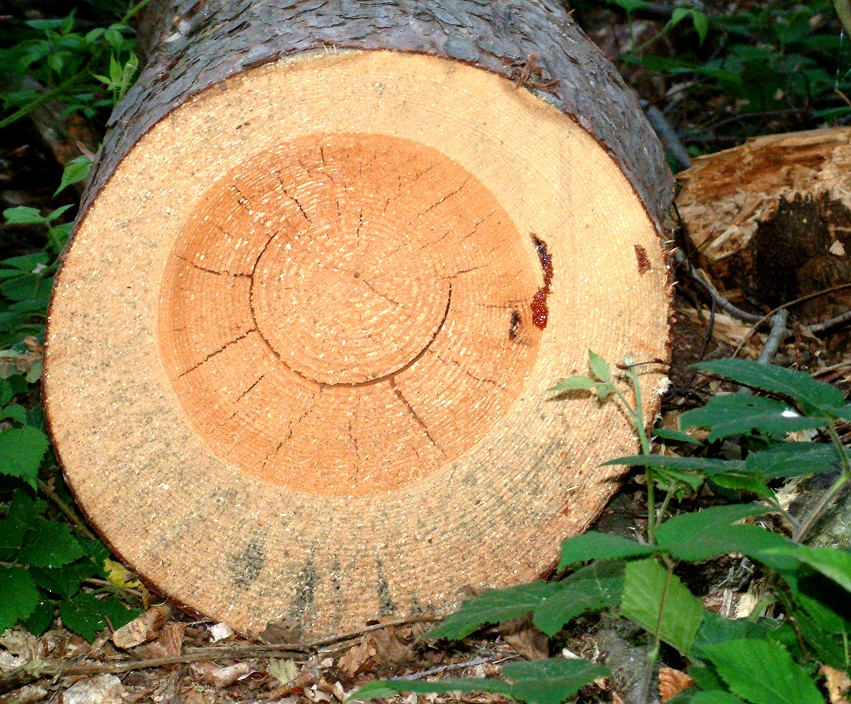
Przykład mimośrodowości pnia sosny.
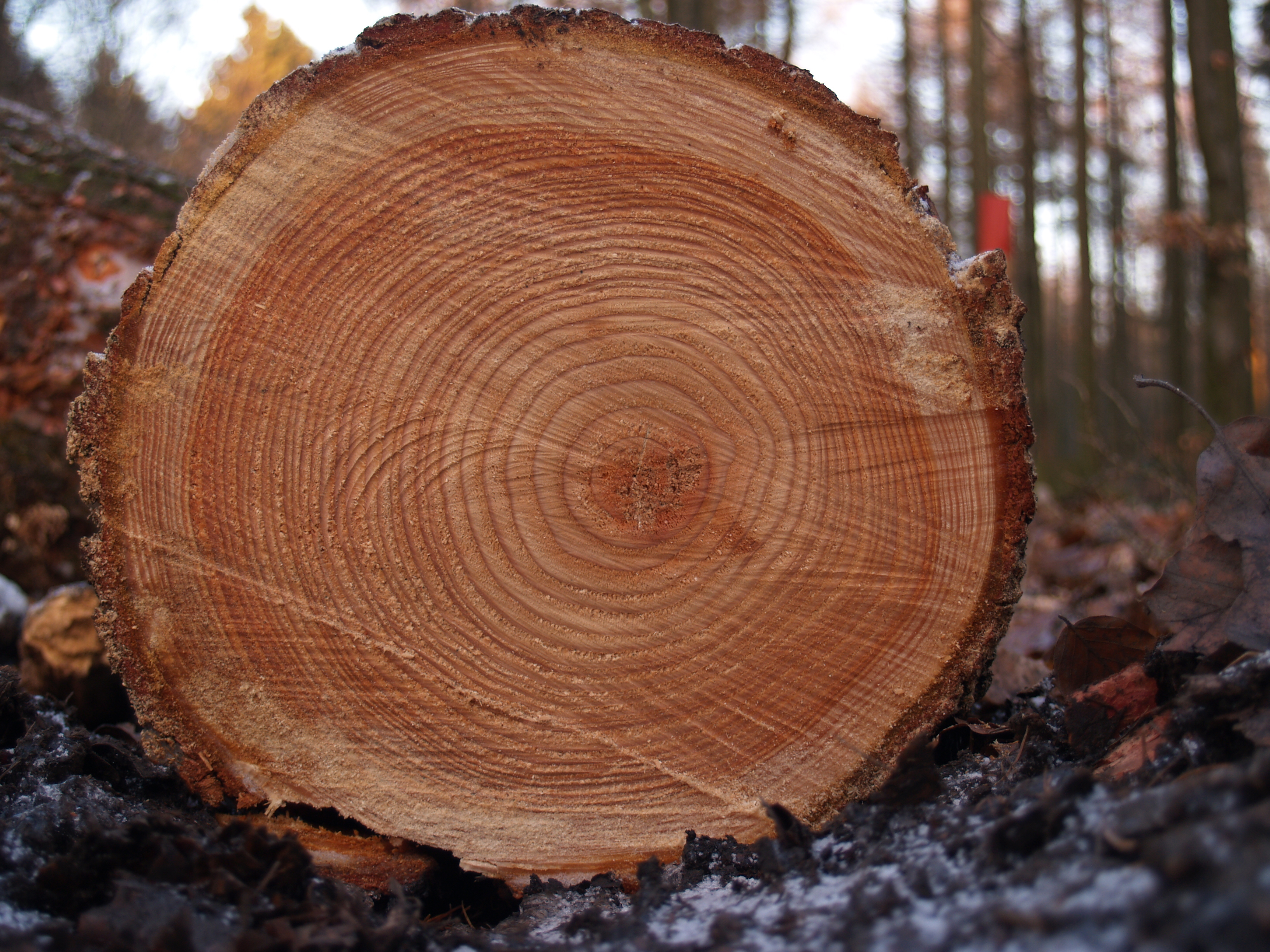
Przykład mimośrodowości pnia daglezji.
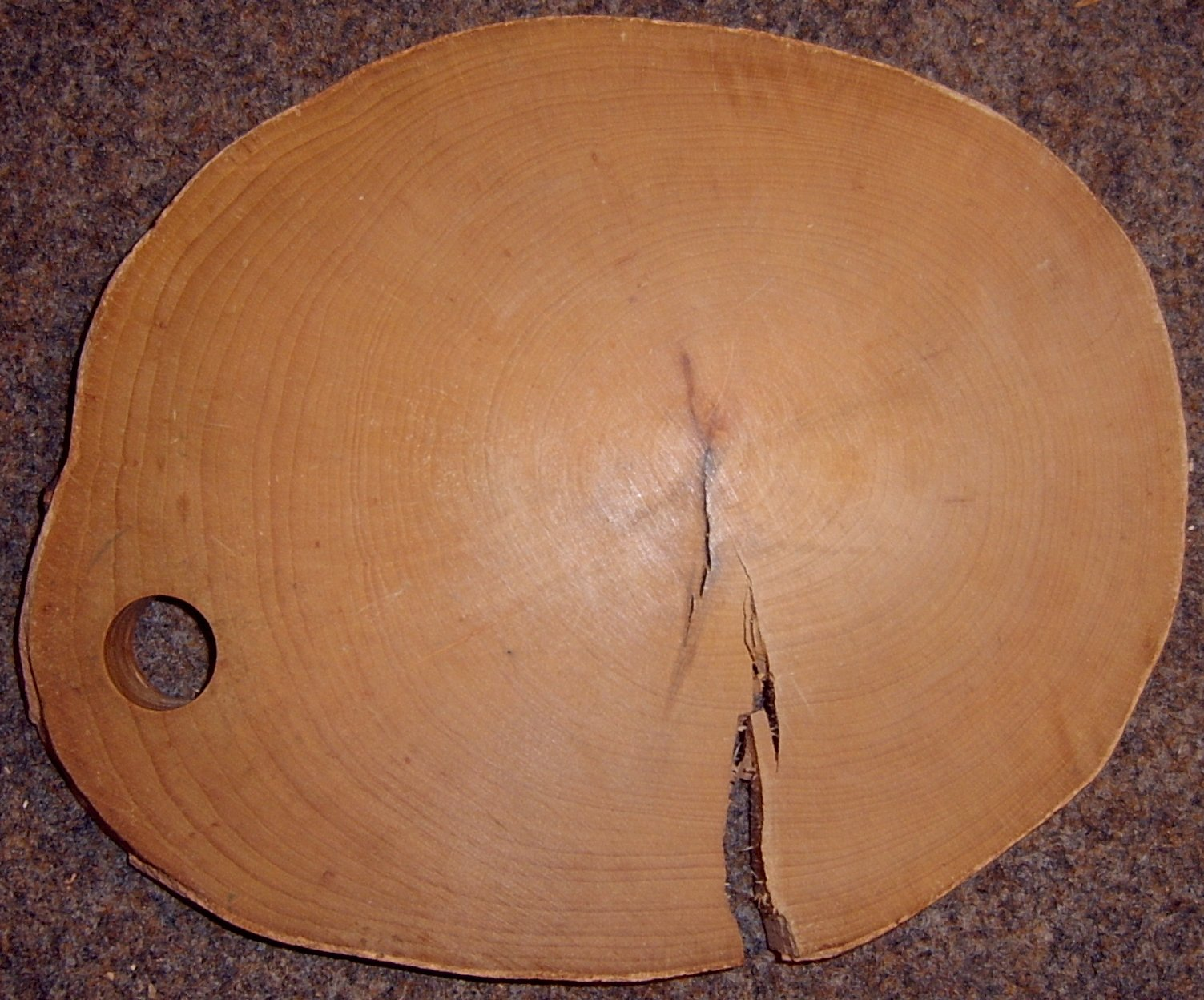
Przykład mimośrodowości pnia buka.